# Raíssa Rocha Machado
Raíssa Rocha Machado (Ibipeba, 17 de maio de 1996) é uma atleta paralímpica brasileira.

## Biografia e carreira
Rocha é natural de Ibipeba, na Bahia. Ela nasceu com má-formação congênita nos membros inferiores. Quando ela tinha um ano de idade, deixou sua cidade natal e mudou-se para Uberaba, em Minas Gerais, onde realizou sua primeira cirurgia. Durante a infância, sofreu bullying na escola onde era chamada de “aleijada” pelos colegas, o que causou nela uma rejeição da própria aparência.
Nos Jogos Parapan-Americanos de Toronto 2015, Rocha conquistou a medalha de bronze no lançamento de dardo classes F55/56. No Campeonato Mundial do mesmo ano, disputado em Doha, no Qatar, ficou com a medalha de prata. Nas Paraolimpíadas do Rio 2016, ela ficou em 6.º lugar no ranking da classe F56.
Na edição de Lima 2019 dos Jogos Parapan-Americanos, ela conquistou o ouro tendo lançado o dardo a uma distância de 22m64. Em novembro do mesmo ano, disputou o Mundial de Atletismo, em Dubai, faturou a medalha de bronze no lançamento de dardo com a marca de 22,28m.
Nos Jogos Paralímpicos de Tóquio 2020, conquistou medalha de prata no lançamento de dardos da classe F56 com a marca de 24m39 quebrando o recorde das Américas.
Em março de 2022, na 1.ª Fase do Circuito Nacional Paralímpico de Atletismo, que ocorreu no Centro de Treinamento Paralímpico, em São Paulo, Rocha estabeleceu um novo recorde mundial do lançamento de dardo classe F56 com a marca de 24m80.

## Principais conquistas
Jogos Paralímpicos
- Prata – lançamento de dardo (Tóquio 2020)[2]
- Prata – lançamento de dardo classe F56 (Paris 2024)[10]

Jogos Parapan-Americanos
- Bronze – lançamento de dardo (Toronto 2015)[5]
- Ouro – lançamento de dardo (Lima 2019)[2]

Campeonato Mundial
- Prata – lançamento de dardo (Doha 2015)[2]
- Bronze – lançamento de dardo (Dubai 2019)[2]
- Prata – lançamento de dardo (Paris 2023)[2]